# Goniada tripartita
Goniada tripartita är en ringmaskart som beskrevs av Monro 1931. Goniada tripartita ingår i släktet Goniada och familjen Goniadidae. Inga underarter finns listade i Catalogue of Life.